# Золотий глобус (74-та церемонія вручення)
74-та церемонія вручення нагород премії «Золотий глобус»

8 січня 2017 року
Найкращий фільм — драма: 
«Місячне сяйво»
Найкращий фільм —
комедія або мюзикл: 
«Ла-Ла Ленд»
Найкращий телесеріал — драма: 
«Корона»
Найкращий телесеріал —
комедія або мюзикл: 
«Атланта»
Найкращий мінісеріал або телефільм: 
«Американська історія злочинів»
< 73-тя • Церемонії вручення • 75-та >
74-та церемонія вручення нагород премії «Золотий глобус» за досягнення в галузі кінематографу та американського телебачення за 2016 рік відбулася 8 січня 2017 року в готелі Беверлі-Гілтон у Беверлі-Гіллз, штат Каліфорнія, США. Трансляцію церемонії в США здійснював телеканал NBC. Актор та комік Джиммі Феллон був оголошений ведучим.
Актори Лора Дерн, Анна Кендрік і Дон Чідл оголосили номінантів 12 грудня 2016 року. Лауреатом премії імені Сесіля Б. Де Мілля стала акторка Меріл Стріп. Крім того, Стріп оновила свій рекорд за кількістю номінацій на «Золотий глобус» — їх стало 30.
Мюзикл Демієна Шазелла «Ла-Ла Ленд» став першим фільмом в історії премії, який отримав 7 нагород — він переміг у кожній категорії, в якій був номінований. Попередній рекорд (6 нагород) належав стрічкам «Пролітаючи над гніздом зозулі» (1975) режисера Мілоша Формана, а також «Опівнічний експрес» (1978) Алана Паркера. Найкращим драматичним фільмом було визнано «Місячне сяйво» режисера Баррі Дженкінса. Найкращим драматичним і комедійним телесеріалами було названо «Корону» та «Атланту» відповідно. «Американська історія злочинів» стала найкращим мінісеріалом. Три нагороди — за акторські роботи — отримав мінісеріал «Нічний адміністратор» Сюзанни Бір.

## Перебіг церемонії
На початку грудня 2016 року журналістам Голлівудської асоціації іноземної преси, які є учасниками голосування на премії «Золотий глобус», наказали повернути дорогі парфуми дизайнера і режисера Тома Форда. За правилами асоціації їм заборонено приймати подарунки вартістю понад 90 доларів. Організація порахувала, що два флакони парфумів Тома Форда (один для жінки, другий для чоловіка) — занадто дорогий подарунок, і попросила журналістів повернути один з них. Інші претенденти вклались у ліміт, встановлений Голлівудською асоціацію іноземної преси: компанія «Lionsgate», яка представляла фільм «Ла-Ла Ленд», подарувала журналістам подарункове видання книги «Лос-Анджелес: Портрет міста» (англ. Los Angeles: Portrait of a City). Компанії «Roadside» і «Amazon» презентували постер фільму «Манчестер біля моря» з підписом його режисера Кеннета Лонергана. Компанія «Fox Searchlight» розіслала постери з фільмом «Джекі», стилізовані під портрети Енді Воргола.
Під час церемонії акторка Меріл Стріп, отримуючи премію імені Сесіля Б. ДеМілля, виступила з промовою, в якій різко висловилася проти дискримінації. Вона заявила, що в Голлівуді «повно іноземців» і серед зірок є уродженці різних країн світу — від Кенії та Ізраїлю до Італії і Канади. Вона також засудила дії обраного президента США Дональда Трампа, який в листопаді 2015 року спародіював репортера-інваліда. «Коли я побачила це, моє серце розбилося. У мене це досі з голови не виходить. Тільки це не кіно», — заявила акторка, зазначивши, що «акторська робота» Трампа вразила її — але не тому що вона була гарною, а тому що змусила глядачів зубоскалити. Наступного дня Трамп відреагував на промову Меріл Стріп в своєму твіттері. Президент США назвав її «найбільш переоціненою акторкою в Голлівуді», а також звинуватив її в тому, що вона «розкритикувала його», особисто не знаючи. Він також заявив, що не висміював журналіста і ніколи б такого не зробив.

## Список лауреатів і номінантів

### Кіно
Фільми з найбільшою кількістю нагород та номінацій
| Фільм                       | Перемоги | Номінації |
| --------------------------- | -------- | --------- |
| • «Ла-Ла Ленд»              | 7        | 7         |
| • «Вона»                    | 2        | 2         |
| • «Місячне сяйво»           | 1        | 6         |
| • «Манчестер біля моря»     | 1        | 5         |
| • «Нічні звірі»             | 1        | 3         |
| • «Паркани»                 | 1        | 2         |
| • «Зоотрополіс»             | 1        | 1         |
| • «Флоренс Фостер Дженкінс» | —        | 4         |
| • «Лев»                     | —        | 4         |
| • «З міркувань совісті»     | —        | 3         |
| • «Будь-якою ціною»         | —        | 3         |
| • «Жінки 20-го століття»    | —        | 2         |
| • «Прибуття»                | —        | 2         |
| • «Дедпул»                  | —        | 2         |
| • «Приховані фігури»        | —        | 2         |
| • «Лавінг»                  | —        | 2         |
| • «Ваяна»                   | —        | 2         |
| • «Співай»                  | —        | 2         |

• Переможці вказані першими і виділені окремим кольором.
| Категорія                                   | Лауреати і номінанти                                                               | Лауреати і номінанти                                                        |
| ------------------------------------------- | ---------------------------------------------------------------------------------- | --------------------------------------------------------------------------- |
| Найкращий фільм — драма                     | • «Місячне сяйво»                                                                  | • «Місячне сяйво»                                                           |
| Найкращий фільм — драма                     | • «З міркувань совісті»                                                            |                                                                             |
| Найкращий фільм — драма                     | • «Будь-якою ціною»                                                                |                                                                             |
| Найкращий фільм — драма                     | • «Лев»                                                                            |                                                                             |
| Найкращий фільм — драма                     | • «Манчестер біля моря»                                                            |                                                                             |
| Найкращий фільм — комедія або мюзикл        | • «Ла-Ла Ленд»                                                                     | • «Ла-Ла Ленд»                                                              |
| Найкращий фільм — комедія або мюзикл        | • «Дедпул»                                                                         |                                                                             |
| Найкращий фільм — комедія або мюзикл        | • «Жінки 20-го століття»                                                           |                                                                             |
| Найкращий фільм — комедія або мюзикл        | • «Сінг-стріт» / Sing Street                                                       |                                                                             |
| Найкращий фільм — комедія або мюзикл        | • «Флоренс Фостер Дженкінс»                                                        |                                                                             |
| Найкраща чоловіча роль — драма              |                                                                                    | • «Манчестер біля моря» — Кейсі Аффлек за роль Лі Чандлера                  |
| Найкраща чоловіча роль — драма              | • «Паркани» — Дензел Вашингтон за роль Троя Максона                                |                                                                             |
| Найкраща чоловіча роль — драма              | • «З міркувань совісті» — Ендрю Гарфілд за роль Дезмонда Досса                     |                                                                             |
| Найкраща чоловіча роль — драма              | • «Капітан Фантастік» — Вігго Мортенсен за роль Бена Кеша                          |                                                                             |
| Найкраща чоловіча роль — драма              | • «Лавінг» — Джоел Едгертон за роль Річарда Лавінга                                |                                                                             |
| Найкраща жіноча роль — драма                |                                                                                    | • «Вона» — Ізабель Юппер за роль Мішель Леблан                              |
| Найкраща жіноча роль — драма                | • «Прибуття» — Емі Адамс за роль Луїзи Бенкс                                       |                                                                             |
| Найкраща жіноча роль — драма                | • «Небезпечна гра Слоун» — Джессіка Честейн за роль Елізабет Слоун                 |                                                                             |
| Найкраща жіноча роль — драма                | • «Лавінг» — Рут Негга за роль Мілдред Лавінг                                      |                                                                             |
| Найкраща жіноча роль — драма                | • «Джекі» — Наталі Портман за роль Жаклін Кеннеді                                  |                                                                             |
| Найкраща чоловіча роль — комедія або мюзикл |                                                                                    | • «Ла-Ла Ленд» — Раян Гослінг за роль Себастьяна Вайлдера                   |
| Найкраща чоловіча роль — комедія або мюзикл | • «Хлопці зі стволами» — Джона Гілл за роль Ефраїма Діверолі                       |                                                                             |
| Найкраща чоловіча роль — комедія або мюзикл | • «Флоренс Фостер Дженкінс» — Г'ю Грант за роль Сейнт-Клера Бейфілда               |                                                                             |
| Найкраща чоловіча роль — комедія або мюзикл | • «Дедпул» — Раян Рейнольдс за роль Вейда Вілсона / Дедпула                        |                                                                             |
| Найкраща чоловіча роль — комедія або мюзикл | • «Лобстер» — Колін Фаррелл за роль Девіда Меттьюза                                |                                                                             |
| Найкраща жіноча роль — комедія або мюзикл   |                                                                                    | • «Ла-Ла Ленд» — Емма Стоун за роль Мії Долан                               |
| Найкраща жіноча роль — комедія або мюзикл   | • «Жінки 20-го століття» — Аннетт Бенінг за роль Дороті Філдс                      |                                                                             |
| Найкраща жіноча роль — комедія або мюзикл   | • «Правила не застосовуються» — Лілі Коллінз за роль Марли Мабрі                   |                                                                             |
| Найкраща жіноча роль — комедія або мюзикл   | • «Майже сімнадцять» — Гейлі Стайнфельд за роль Надін Франклін                     |                                                                             |
| Найкраща жіноча роль — комедія або мюзикл   | • «Флоренс Фостер Дженкінс» — Меріл Стріп за роль Флоренс Фостер Дженкінс          |                                                                             |
| Найкраща чоловіча роль другого плану        |                                                                                    | • «Нічні звірі» — Аарон Тейлор-Джонсон за роль Рея Маркуса                  |
| Найкраща чоловіча роль другого плану        | • «Місячне сяйво» — Магершала Алі за роль Хуана                                    |                                                                             |
| Найкраща чоловіча роль другого плану        | • «Будь-якою ціною» — Джефф Бріджес за роль Маркуса Гамілтона                      |                                                                             |
| Найкраща чоловіча роль другого плану        | • «Флоренс Фостер Дженкінс» — Саймон Гелберг за роль Косме Мак-Муна                |                                                                             |
| Найкраща чоловіча роль другого плану        | • «Лев» — Дев Пател за роль Сару Брірлі                                            |                                                                             |
| Найкраща жіноча роль другого плану          |                                                                                    | • «Паркани» — Віола Девіс за роль Роуз Макссон                              |
| Найкраща жіноча роль другого плану          | • «Манчестер біля моря» — Мішель Вільямс за роль Ренді                             |                                                                             |
| Найкраща жіноча роль другого плану          | • «Місячне сяйво» — Наомі Гарріс за роль Паули                                     |                                                                             |
| Найкраща жіноча роль другого плану          | • «Лев» — Ніколь Кідман за роль Сью Брірлі                                         |                                                                             |
| Найкраща жіноча роль другого плану          | • «Приховані фігури» — Октавія Спенсер за роль Дороті Вон                          |                                                                             |
| Найкраща режисерська робота                 |                                                                                    | • «Ла-Ла Ленд» — Демієн Шазелл                                              |
| Найкраща режисерська робота                 | • «З міркувань совісті» — Мел Гібсон                                               |                                                                             |
| Найкраща режисерська робота                 | • «Місячне сяйво» — Баррі Дженкінс                                                 |                                                                             |
| Найкраща режисерська робота                 | • «Манчестер біля моря» — Кеннет Лонерган                                          |                                                                             |
| Найкраща режисерська робота                 | • «Нічні звірі» — Том Форд                                                         |                                                                             |
| Найкращий сценарій                          |                                                                                    | • «Ла-Ла Ленд» — Демієн Шазелл                                              |
| Найкращий сценарій                          | • «Місячне сяйво» — Баррі Дженкінс                                                 |                                                                             |
| Найкращий сценарій                          | • «Манчестер біля моря» — Кеннет Лонерган                                          |                                                                             |
| Найкращий сценарій                          | • «Нічні звірі» — Том Форд                                                         |                                                                             |
| Найкращий сценарій                          | • «Будь-якою ціною» — Тейлор Шерідан                                               |                                                                             |
| Найкраща музика                             |                                                                                    | • «Ла-Ла Ленд» — Джастін Гурвіц                                             |
| Найкраща музика                             | • «Прибуття» — Йоганн Йоганнссон                                                   |                                                                             |
| Найкраща музика                             | • «Приховані фігури» — Ганс Ціммер, Фаррелл Вільямс, Бенджамін Воллфіш             |                                                                             |
| Найкраща музика                             | • «Лев» — Дастін О'Галлоран, Гаушка                                                |                                                                             |
| Найкраща музика                             | • «Місячне сяйво» — Ніколас Брітелл                                                |                                                                             |
| Найкраща пісня                              | • «Ла-Ла Ленд» — «City of Stars» — Джастін Гурвіц, Бендж Песек, Джастін Пол        | • «Ла-Ла Ленд» — «City of Stars» — Джастін Гурвіц, Бендж Песек, Джастін Пол |
| Найкраща пісня                              | • «Тролі» — «Can't Stop the Feeling!» — Джастін Тімберлейк, Макс Мартін, Shellback |                                                                             |
| Найкраща пісня                              | • «Співай» — «Faith» — Стіві Вандер, Раян Теддер, Френсіс Старлайт                 |                                                                             |
| Найкраща пісня                              | • «Золото» — «Gold» — Іггі Поп, Стівен Гейген, Деніел Пембертон, Danger Mouse      |                                                                             |
| Найкраща пісня                              | • «Ваяна» — «How Far I'll Go» — Лін-Мануель Міранда                                |                                                                             |
| Найкращий анімаційний фільм                 | • «Зоотрополіс»                                                                    | • «Зоотрополіс»                                                             |
| Найкращий анімаційний фільм                 | • «Ваяна»                                                                          |                                                                             |
| Найкращий анімаційний фільм                 | • «Життя Кабачка»                                                                  |                                                                             |
| Найкращий анімаційний фільм                 | • «Кубо і легенда самурая»                                                         |                                                                             |
| Найкращий анімаційний фільм                 | • «Співай»                                                                         |                                                                             |
| Найкращий фільм іноземною мовою             | • «Вона» (Франція)                                                                 | • «Вона» (Франція)                                                          |
| Найкращий фільм іноземною мовою             | • «Божественні» (Франція)                                                          |                                                                             |
| Найкращий фільм іноземною мовою             | • «Неруда» (Чилі)                                                                  |                                                                             |
| Найкращий фільм іноземною мовою             | • «Комівояжер» (Іран, Франція)                                                     |                                                                             |
| Найкращий фільм іноземною мовою             | • «Тоні Ердманн» (Німеччина)                                                       |                                                                             |

### Телебачення
Телесеріали з найбільшою кількістю нагород та номінацій
| Фільм                             | Перемоги | Номінації |
| --------------------------------- | -------- | --------- |
| • «Нічний адміністратор»          | 3        | 4         |
| • «Американська історія злочинів» | 2        | 5         |
| • «Корона»                        | 2        | 3         |
| • «Атланта»                       | 2        | 2         |
| • «Темніють»                      | 1        | 3         |
| • «Голіаф»                        | 1        | 1         |
| • «Це — ми»                       | —        | 3         |
| • «Одного разу вночі»             | —        | 3         |
| • «Край «Дикий захід»             | —        | 3         |
| • «Американський злочин»          | —        | 2         |
| • «Американці»                    | —        | 2         |
| • «Гра престолів»                 | —        | 2         |
| • «Моцарт у джунглях»             | —        | 2         |
| • «Пан Робот»                     | —        | 2         |
| • «Дивні дива»                    | —        | 2         |
| • «Віцепрезидент»                 | —        | 2         |
| • «Очевидне»                      | —        | 2         |

| Категорія                                                                | Лауреати і номінанти                                                             | Лауреати і номінанти                                                |
| ------------------------------------------------------------------------ | -------------------------------------------------------------------------------- | ------------------------------------------------------------------- |
| Найкращий серіал — драма                                                 | • «Корона»                                                                       | • «Корона»                                                          |
| Найкращий серіал — драма                                                 | • «Гра престолів»                                                                |                                                                     |
| Найкращий серіал — драма                                                 | • «Край «Дикий захід»                                                            |                                                                     |
| Найкращий серіал — драма                                                 | • «Дивні дива»                                                                   |                                                                     |
| Найкращий серіал — драма                                                 | • «Це — ми»                                                                      |                                                                     |
| Найкращий серіал — комедія або мюзикл                                    | • «Атланта»                                                                      | • «Атланта»                                                         |
| Найкращий серіал — комедія або мюзикл                                    | • «Темніють»                                                                     |                                                                     |
| Найкращий серіал — комедія або мюзикл                                    | • «Моцарт у джунглях»                                                            |                                                                     |
| Найкращий серіал — комедія або мюзикл                                    | • «Очевидне»                                                                     |                                                                     |
| Найкращий серіал — комедія або мюзикл                                    | • «Віцепрезидент» / Veep                                                         |                                                                     |
| Найкращий мінісеріал або телефільм                                       | • «Американська історія злочинів»                                                | • «Американська історія злочинів»                                   |
| Найкращий мінісеріал або телефільм                                       | • «Американський злочин»                                                         |                                                                     |
| Найкращий мінісеріал або телефільм                                       | • «Костюмер» / The Dresser                                                       |                                                                     |
| Найкращий мінісеріал або телефільм                                       | • «Нічний адміністратор»                                                         |                                                                     |
| Найкращий мінісеріал або телефільм                                       | • «Одного разу вночі» / The Night Of                                             |                                                                     |
| Найкраща чоловіча роль серіалу — драма                                   |                                                                                  | • «Голіаф» — Біллі Боб Торнтон за роль Білла МакБрайда              |
| Найкраща чоловіча роль серіалу — драма                                   | • «Пан Робот» — Рамі Малек за роль Еліота Алдерсона                              |                                                                     |
| Найкраща чоловіча роль серіалу — драма                                   | • «Краще подзвоніть Солу» — Боб Оденкерк за роль Сола Ґудмена                    |                                                                     |
| Найкраща чоловіча роль серіалу — драма                                   | • «Американці» — Меттью Різ за роль Філіпа Дженнінгза                            |                                                                     |
| Найкраща чоловіча роль серіалу — драма                                   | • «Рей Донован» — Лев Шрайбер за роль Рея Донована                               |                                                                     |
| Найкраща жіноча роль серіалу — драма                                     |                                                                                  | • «Корона» — Клер Фой за роль королеви Єлизавети II                 |
| Найкраща жіноча роль серіалу — драма                                     | • «Чужоземка» — Катріна Балф за роль Клер Фрейзер                                |                                                                     |
| Найкраща жіноча роль серіалу — драма                                     | • «Американці» — Кері Расселл за роль Елізабет Дженнінгз                         |                                                                     |
| Найкраща жіноча роль серіалу — драма                                     | • «Дивні дива» — Вайнона Райдер за роль Джойс Байєрс                             |                                                                     |
| Найкраща жіноча роль серіалу — драма                                     | • «Край «Дикий захід» — Еван Рейчел Вуд за роль Долорес Абернаті                 |                                                                     |
| Найкраща чоловіча роль серіалу — комедія або мюзикл                      |                                                                                  | • «Атланта» — Дональд Гловер за роль Ерна Маркса                    |
| Найкраща чоловіча роль серіалу — комедія або мюзикл                      | • «Темніють» — Ентоні Андерсон за роль Андре Джонсона                            |                                                                     |
| Найкраща чоловіча роль серіалу — комедія або мюзикл                      | • «Моцарт у джунглях» — Гаель Гарсія Берналь за роль Родріго де Соуза            |                                                                     |
| Найкраща чоловіча роль серіалу — комедія або мюзикл                      | • «Грейвс» — Нік Нолті за роль Річарда Грейвса                                   |                                                                     |
| Найкраща чоловіча роль серіалу — комедія або мюзикл                      | • «Очевидне» — Джефрі Тембор за роль Мори Феффермен                              |                                                                     |
| Найкраща жіноча роль серіалу — комедія або мюзикл                        |                                                                                  | • «Темніють» — Трейсі Елліс Росс за роль Рейнбоу «Боу» Джонсон      |
| Найкраща жіноча роль серіалу — комедія або мюзикл                        | • «Божевільна колишня» — Рейчел Блум за роль Ребекки Банч                        |                                                                     |
| Найкраща жіноча роль серіалу — комедія або мюзикл                        | • «Незаймана Джейн» — Джина Родрігес за роль Джейн Віллануева                    |                                                                     |
| Найкраща жіноча роль серіалу — комедія або мюзикл                        | • «Віцепрезидент» — Джулія Луї-Дрейфус за роль Селіна Маєр                       |                                                                     |
| Найкраща жіноча роль серіалу — комедія або мюзикл                        | • «Розлучення» — Сара Джессіка Паркер за роль Френсіс Дюфресні                   |                                                                     |
| Найкраща жіноча роль серіалу — комедія або мюзикл                        | • «Ненадійна» — Ісса Рей за роль Ісси Ді                                         |                                                                     |
| Найкраща чоловіча роль мінісеріалу або телефільму                        |                                                                                  | • «Нічний адміністратор» — Том Гіддлстон за роль Джонатана Пайна    |
| Найкраща чоловіча роль мінісеріалу або телефільму                        | • «Одного разу вночі» — Різ Ахмед за роль Насіра «Наза» Хана                     |                                                                     |
| Найкраща чоловіча роль мінісеріалу або телефільму                        | • «Одного разу вночі» — Джон Туртурро за роль Джона Стоуна                       |                                                                     |
| Найкраща чоловіча роль мінісеріалу або телефільму                        | • «До самого кінця» — Браян Кренстон за роль Ліндона Джонсона                    |                                                                     |
| Найкраща чоловіча роль мінісеріалу або телефільму                        | • «Американська історія злочинів» — Кортні Б. Венс за роль Джонні Кокрана        |                                                                     |
| Найкраща жіноча роль мінісеріалу або телефільму                          |                                                                                  | • «Американська історія злочинів» — Сара Полсон за роль Марши Кларк |
| Найкраща жіноча роль мінісеріалу або телефільму                          | • «Слухання» — Керрі Вашингтон за роль Аніти Гілл                                |                                                                     |
| Найкраща жіноча роль мінісеріалу або телефільму                          | • «Американський злочин» — Фелісіті Гаффман за роль Леслі Грем                   |                                                                     |
| Найкраща жіноча роль мінісеріалу або телефільму                          | • «Дівчина за викликом» — Райлі Кіо за роль Крістіни Рід / Челсі Рейн            |                                                                     |
| Найкраща жіноча роль мінісеріалу або телефільму                          | • «Лондонський шпигун» — Шарлотта Ремплінг за роль Френсіс Тернер                |                                                                     |
| Найкраща чоловіча роль другого плану серіалу, мінісеріалу або телефільму |                                                                                  | • «Нічний адміністратор» — Г'ю Лорі за роль Річарда Онслоу Ропера   |
| Найкраща чоловіча роль другого плану серіалу, мінісеріалу або телефільму | • «Американська історія злочинів» — Стерлінг К. Браун за роль Крістофера Дардена |                                                                     |
| Найкраща чоловіча роль другого плану серіалу, мінісеріалу або телефільму | • «Американська історія злочинів» — Джон Траволта за роль Роберта Шапіро         |                                                                     |
| Найкраща чоловіча роль другого плану серіалу, мінісеріалу або телефільму | • «Пан Робот» — Крістіан Слейтер за роль пана Робота                             |                                                                     |
| Найкраща чоловіча роль другого плану серіалу, мінісеріалу або телефільму | • «Корона» — Джон Літгоу за роль Вінстона Черчилля                               |                                                                     |
| Найкраща жіноча роль другого плану серіалу, мінісеріалу або телефільму   |                                                                                  | • «Нічний адміністратор» — Олівія Колман за роль Анджели Берр       |
| Найкраща жіноча роль другого плану серіалу, мінісеріалу або телефільму   | • «Гра престолів» — Ліна Гіді за роль Серсі Ланністер                            |                                                                     |
| Найкраща жіноча роль другого плану серіалу, мінісеріалу або телефільму   | • «Це — ми» — Кріссі Метз за роль Кейт Пірсон                                    |                                                                     |
| Найкраща жіноча роль другого плану серіалу, мінісеріалу або телефільму   | • «Це — ми» — Менді Мур за роль Ребекки Пірсон                                   |                                                                     |
| Найкраща жіноча роль другого плану серіалу, мінісеріалу або телефільму   | • «Край «Дикий Захід» — Тенді Ньютон за роль Мейв Міллей                         |                                                                     |

## Спеціальні нагороди
| Премія імені Сесіля Б. Де Мілля (Нагорода за внесок у кінематограф) |  | Меріл Стріп американська акторка, яка працює в театрі, на телебаченні та в кіно. Вважається однією з найкращих кіноактрис сучасної епохи. |
| Міс «Золотий глобус» (Символічний титул)                            |  | Софія Сталлоне, Сістін Сталлоне, Скарлет Сталлоне доньки актора Сильвестра Сталлоне та моделі Дженніфер Флавін.                           |